# Goole

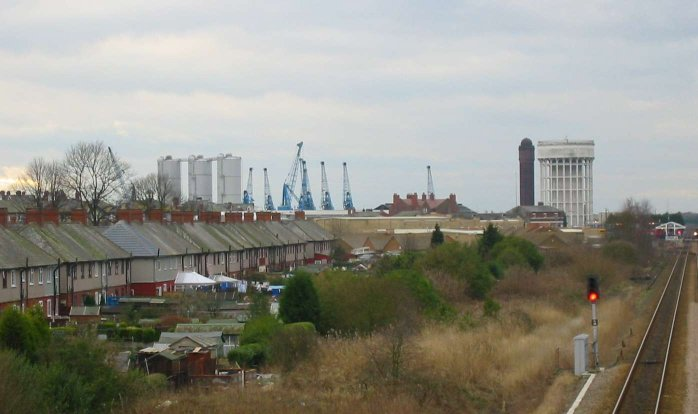
Przemysłowy krajobraz Goole

Goole – miasto w Wielkiej Brytanii (Anglia), u ujścia rzeki Ouse do zatoki Humber.
Liczba mieszkańców: ok. 18 tys.
Port morski; przemysł stoczniowy, młynarski, chemiczny, lekki (odzieżowy).

## Miasta partnerskie
- Złotów